# Georges Vacher de Lapouge
Georges Vacher de Lapouge (geb. 12. Dezember 1854 in Neuville-de-Poitou, Département Vienne; gest. 20. Februar 1936 in Poitiers, Département Vienne) war ein französischer Jurist, Bibliothekar, Rassentheoretiker und Eugeniker. Er war ein Ideologe des Rassismus, der die rassistischen Theorien von Graf Gobineau (1816–1882) im späten 19. Jahrhundert weiterentwickelte. Als Anhänger der Theorie des Sozialdarwinismus begründete er zeitgleich mit dem Deutschen Otto Ammon (1842–1916) die sogenannte Anthroposoziologie (siehe auch unter „Sozialanthropologie“).

## Leben und Wirken
Georges Vacher de Lapouge wurde in der französischen Kleinstadt Neuville-de-Poitou im Département Vienne geboren. Er verlor mit zwölf Jahren seinen Vater. Da er die Grundschule nicht besuchte, lernte er bei seiner Mutter Marie-Louise-Augustine Hindré lesen und schreiben. Nach einem Besuch einer Jesuitenschule in Poitiers und des dortigen Lycées studierte er an der Universität Poitiers Jura und wurde 1877 für eine Arbeit über die Erbschaftsklage (pétition d’hérédité) mit einer Goldmedaille ausgezeichnet. In seiner Dissertation von 1879 behandelte er die Erbtheorie des verallgemeinerten positiven Rechts.
In den folgenden Jahren begann er eine juristische Karriere, die ihn zunächst als Substitut nach Niort (Deux-Sèvres), dann als Staatsanwalt nach Le Blanc (Indre) und Chambon-sur-Voueize (Creuse) führte. Da ihm die juristische Praxis jedoch nicht behagte, demissionierte er 1883 und zog nach Paris, wo er nach einem erfolglosen Versuch der Agrégation zwischen 1883 und 1886 an der École pratique des hautes études, der École du Louvre und der Hochschule für orientalische Sprachen Assyrisch, Altägyptisch, Hebräisch, Chinesisch und Japanisch lernte und gleichzeitig im Naturkundemuseum anthropologische Studien betrieb. In Paris wurde er von den Theorien des britischen Eugenikers Francis Galton (1822–1911) – dem Cousin und Anhänger Darwins – begeistert, der den Begriff eugenics geprägt hatte.
1886 wurde Lapouge zum Unterbibliothekar an der Universität Montpellier ernannt und erteilte an der dortigen naturwissenschaftlichen Fakultät einen Kurs über Anthropologie, der jedoch 1892 aufgehoben wurde. Dies beruhte unter anderem auf dem sozialistischen Engagement Lapouges: 1890 gründete er in Montpellier eine Ortssektion des von Jules Guesde und Paul Lafargue gegründeten Parti ouvrier français und schloss sich später der Französischen Sektion der Arbeiter-Internationale an, Vorgängerin der Sozialistischen Partei Frankreichs.
Im Winter 1890 entdeckte er auf dem bronzezeitlichen Friedhof von Castelnau-le-Lez Knochen des sogenannten Giganten von Castelnau (Géant de Castelnau). Er wurde leitender Bibliothekar an der Universität Rennes bis 1900 und anschließend, bis zu seiner Pensionierung 1922, an der Universität Poitiers.
Er war ein für seine Theorie von der Rassenungleichheit bekannter Vertreter des Sozialdarwinismus in Frankreich, der den Begriff eugénique (Eugenik) in die französische Sprache einführte.
Seine Ideen wurden von Autoren wie George Bernard Shaw, Édouard Drumont und Georges Sorel wohlwollend aufgenommen, in wissenschaftlichen Kreisen jedoch insbesondere von den Vertretern der Soziologie Durkheims heftig kritisiert. Nach seiner Kritik an den Anhängern Durkheims und den Unterstützern von Alfred Dreyfus in der gleichnamigen Affäre blieben ihm ab 1902 Aufstiegsmöglichkeiten in französischen Institutionen verwehrt. Mehrmals wurden seine Kandidaturen zurückgewiesen, so zum Beispiel 1909 bei der Bewerbung um den Lehrstuhl für Anthropologie im Pariser Naturkundemuseum. Hingegen knüpfte er Beziehungen in die Vereinigten Staaten und nach Deutschland.
In der Insektenkunde ist er für seine Arbeiten über Käfer bekannt.
Als sein Hauptwerk gilt L'aryen, son rôle social („Der Arier, seine soziale Rolle“), das auf einem „Freien Kursus in Staatskunde, gehalten an der Universität Montpellier 1889–1890“, basiert und 1899 in Paris erschien. Eine deutsche Ausgabe des Werkes, dessen Übersetzung von Falk Ruttke unterstützt wurde, erschien 1939 bei Diesterweg in Frankfurt unter dem Titel Der Arier und seine Bedeutung für die Gemeinschaft.
Der Rassismus- und Antisemitismusforscher Pierre-André Taguieff, der Vacher de Lapouge zusammen mit dem schweizerisch-US-amerikanischen Naturforscher Louis Agassiz (1807–1873) zu den „absolut Mixophoben“ zählt, unterteilt die Mixophobie, d. h. die Ablehnung und Abwertung der Rassenfusion, in die vier Positionen: 1) absolut Mixophobe (Vacher de Lapouge, Agassiz), 2) bedingungslos Mixophile, 3) gemäßigt Mixophile, 4) gemäßigt Mixophobe (Gobineau, Le Bon). Lapouge teilte die Europäer in herrschende „Spitzköpfe“ und beherrschte „Rundköpfe“ ein.
Von 1927 an unterhielt Lapouge zahlreiche Kontakte zu rassistischen Theoretikern auf der anderen Seite des Rheinufers, insbesondere zu Hans Günther (1891–1968), Ludwig Schemann (1852–1938) und Paul Schultze-Naumburg (1869–1949).
Wenn auch Lapouges Ideen von der französischen Wissenschaft später nicht mehr ernst genommen wurden, so beeinflussten sie doch die Pioniere der „Rassenhygiene“ in den Vereinigten Staaten und die Theoretiker des Nationalsozialismus in Deutschland. Seine Thesen bildeten in Lateinamerika neben denen anderer Rassentheoretiker auch die ideologische Grundlage der „Raza chilena“ von Nicolás Palacios (1854–1911). Hitlers Machtergreifung begrüßte der greise Lapouge.
Werner Maser wies darauf hin, dass Vacher de Lapouges Behauptungen Der Gedanke der Gerechtigkeit … ist ein Trug. Es gibt nichts als Gewalt und Die Rasse, die Nation ist alles (siehe auch den Abschnitt Zitate) „seit der Wiener Zeit in Hitlers Denken und Äußerungen eindeutig nachweisbar“ seien.
Das von dem Anthropologen Alexander Goldenweiser (1880–1940) als bewundernswertes Beispiel für in ein wissenschaftliches Gewand gekleidete rassistische Vorurteile bezeichnete Hauptwerk The Passing of the Great Race (1916) des Amerikaners Madison Grant (1865–1937) versah er in der französischen Übersetzung mit seinem Vorwort. Er übersetzte auch den Vortrag Der Monismus als Band zwischen Religion und Wissenschaft. Glaubensbekenntnisse eine Naturforschers aus dem Jahr 1892 (Paris 1897) des Naturforschers Ernst Haeckel (1834–1919) vom Deutschen Monistenbund in Jena.
Während der deutschen Besatzung Frankreichs im Zweiten Weltkrieg kamen die Theorien von Vacher de Lapouge bei dem Rassisten und Eugeniker George Montandon (1879–1944) und bei René Martial (1873–1955), dem „Experten für Rassenauswahl“ unter der Vichy-Regierung, posthum zu fragwürdigen Ehren. In seinem Heimatdorf Neuville-de-Poitou wurde ein Lager für afrikanische Soldaten errichtet, von denen eine Anzahl an diesem Ort verschwinden sollte.
Dem Professor für vergleichende Literatur an der Université Montpellier III (Université Paul-Valéry) Jean Boissel zufolge soll Vacher de Lapouge den französischen Schriftsteller Paul Valéry (1871–1945) – einen Studenten, Mitarbeiter, Freund und Verehrer von Vacher de Lapouge – zu der Figur des Herrn Teste (in dessen Werk La Soirée avec monsieur Teste / „Der Abend mit Herrn Teste“) inspiriert haben. Der Schriftsteller hörte Vacher de Lapouge an der Universität Montpellier (faculté des lettres) von 1888 bis 1892.

## Zitate
(aus: L'Aryen. Son rôle social)
| L'individu est écrasé par sa race, il n'est rien. La race, la nation sont tout. | Das Individuum wird durch seine Rasse ausgelöscht, es ist nichts. Die Rasse, die Nation ist alles. |
| Le conflit des races commence ouvertement, dans les nations et entre les nations, et l'on se demande si les idées de fraternité, d'égalité des hommes n'allaient point contre des lois de nature. On commence à se douter que les sentiments ont juste une valeur sentimentale, que l'évolution des peuples est. | Der Rassenkonflikt beginnt offen in den Nationen und zwischen den Nationen, und man fragt sich, ob die Ideen der Brüderlichkeit, der Gleichheit der Menschen nicht gegen die Naturgesetze gerichtet sind. Man beginnt zu denken, daß die Gefühle nur einen sentimentalen Wert haben, und die Evolution der Völker unveränderlichen Gesetzen unterliegt. |
| La politique sentimentale idéaliste du Christianisme a vécu. Aux fictions de Justice, d'Egalité, de Fraternité, la politique scientifique préfère la réalité des Forces, des Lois, des Races, de l'Évolution. Malheur aux peuples qui s'attarderont dans les rêves!                                              | Die idealistische, sentimentale Politik des Christentums hat sich überlebt. Den Fiktionen der Gerechtigkeit, Gleichheit und Brüderlichkeit zieht die wissenschaftliche Politik die Realität der Kräfte, Gesetze, Rassen, der Evolution vor. Unglück den Völkern, die zu lange in ihren Träumen verharren!                                               |

## Publikationen (Auswahl)
- L'Aryen, son rôle social, cours libre de science politique, professé à l'Université de Montpellier (1889–1890), Paris, A. Fontemoing, 1899. Digitalisat.

- - deutsche Übersetzung: Der Arier und seine Bedeutung für die Gemeinschaft. Freier Kursus in Staatskunde, gehalten an der Universität Montpellier 1889–1890. Frankfurt: Moritz Diesterweg 1939. Übersetzung: Käthe Erdniss (Inhaltsübersicht)[25]

- Essais de droit positif généralisé. Théorie du patrimoine, Paris, E. Thorin, 1879. Digitalisat.

- Études sur la nature et sur l'évolution historique du droit de succession. Étude première. Théorie biologique du droit de succession, Paris, E. Thorin, 1885

- Les Sélections sociales, cours libre de science politique professé à l'Université de Montpellier, 1888–1889, Paris, A. Fontemoing, 1896. Digitalisat.

- Race et milieu social : essais d'anthroposociologie, Paris, M. Rivière, 1909 Digitalisat (zwei Ausgaben stehen zur Verfügung).

- The Fundamental Laws of Anthropo-sociology. In: Journal of Political Economy, Vol. 6, No. 1 (Dec., 1897), S. 54–92

- Old and New Aspects of the Aryan Question. In: American Journal of Sociology, Vol. 5, No. 3 (Nov., 1899), S. 329–346.

- L’anthropologie et la science politique. In: Revue d’anthropologie 16 (1887): 1422

- Vorwort zur Übersetzung von: Ernst Haeckels Vortrag Der Monismus als Band zwischen Religion und Wissenschaft. Glaubensbekenntnisse eine Naturforschers aus dem Jahr 1892 (Digitalisat): Le monisme, lien entre la religion et la science : profession de foi d'un naturaliste . Paris 1897 (Digitalisat)

- La Race chez les populations mélangées. in: Eugenics in Race and State, Bd. II, Baltimore: Williams and Wilkins 1923.

- Vorwort zur Übersetzung von: Madison Grant: Passing of the Great Race (Le Déclin de la Grande Race, übersetzt von E. Assire; Paris: Payot 1926)